# Sénéchaussée de Saumur

La sénéchaussée de Saumur sous l'Ancien Régime.

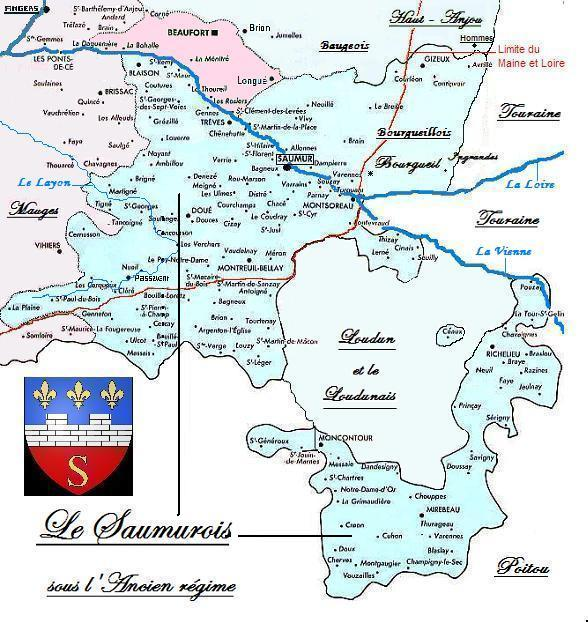
Étendue de la sénéchaussée de Saumur sous l'Ancien Régime.

La sénéchaussée de Saumur est une circonscription administrative, financière et judiciaire en 1572 à la Révolution française (1789).

## Géographie
Sous l'Ancien Régime, la sénéchaussée de Saumur dirigée par un gouverneur, administre un territoire qui englobe Bourgueil jusqu'à Gizeux au Nord, s'étend au-delà de Loudun, vers le Sud-Est jusqu'à Mirebeau, à l'Est jusqu'à la ville de Richelieu, au Sud jusqu'à Bouillé-Loretz et Argenton-l'Église, enfin à l'Ouest jusqu'au confins des Mauges.
Les cités principales de la sénéchaussée de Saumur étaient Saumur, Doué, Mirebeau,  Moncontour, Montreuil-Bellay, Richelieu.

## Histoire

### Établissement
En mai 1544, par l'édit de Saint-Germain-en-Laye, François Ier crée « l'office de Sénéchal de Robe Longue à Saumur, pour exercer Justice en toutes causes civiles et criminelles ». L'acte concrétise les anciennes subdivisions de l'Anjou et délimite le ressort judiciaire de la sénéchaussée de Saumur (très étendue par de longues excroissances vers l'Est et le Sud), pour deux siècles et demi (jusqu'à la Révolution française).
Lorsque fut créée la sénéchaussée de Saumur en 1572, le Mirebalais en fit partie, mais la baronnie de Mirebeau, possédant une justice seigneuriale, continua à être sous la juridiction du présidial d’Angers depuis sa création en 1551, tout en relevant de la sénéchaussée de Saumur. Le Mirabalais forma une enclave au sud du Loudunois.
La sénéchaussée de Loudun déjà constituée en bailliage de l'Anjou depuis le Moyen Âge, dépendait du gouverneur de Saumur par décision de Louis XI, confirmée plus tard par François Ier.
Le triangle Loudun, Mirebeau et Moncontour, constituant le Loudunais et le Mirebalais, reste détaché du Poitou et dépendra du gouvernement de Saumur et du Saumurois jusqu'à la Révolution française et la création des départements français.

### Révolution puis disparition
Lors de la Révolution française, la sénéchaussée de Saumur est représentée par quatre députés : 
- Représentant du Clergé : Clément Mesnard.
- Représentant de la Noblesse : Charles-Élie de Ferrières.
- Représentants du Tiers-État : Jean-Étienne de Cigongne et Maurice Bizard.

Le 11 novembre 1789, l'Assemblée constituante ordonne aux députés des anciennes provinces françaises de se concerter, afin de mettre en place un réseau de nouveaux départements d'environ 324 lieues carrées, soit 6 561 km² actuels.
Lors de la Révolution française, les représentants de Saumur proposent la création d'un département de Saumur comprenant le Loudunais. Mais l'opposition des représentants d'Angers et des dissensions au sein des délégués saumurois (entre ceux de la Noblesse du Clergé et du Tiers-État) feront échouer cette tentative. Les représentants de Loudun, pourtant d'accord avec cette idée, finissent par s'éloigner devant la confusion chez les représentants saumurois.
En 1790, la sénéchaussée de Saumur est divisée sur plusieurs départements. 
- Le département de Maine-et-Loire conserve la partie centrale du Saumurois autour de son fief de Saumur qui devient sous-préfecture du nouveau département.
- Le département d'Indre-et-Loire se voit accorder une frange de l'Anjou-Saumurois Bourgueil jusqu'à Gizeux, plus le pays de Richelieu.
- Le département de la Vienne se voit attribuer le Loudunais, plus Moncontour et le Mirabelais.
- Le département des Deux-Sèvres récupère les communes suivantes faisaient partie de la sénéchaussée de Saumur : Bouillé-Loretz, Bouillé-Saint-Paul, Cersay, et Saint-Pierre-à-Champ, ainsi que les paroisses relevant à la fois des marches d'Anjou et du Poitou : Argenton-l'Église, Bagneux, Brion-près-Thouet, Genneton, Louzy, Massais, Saint-Léger-de-Montbrun, Saint-Martin-de-Mâcon, Saint-Martin-de-Sanzay, Saint-Cyr-la-Lande, Tourtenay.

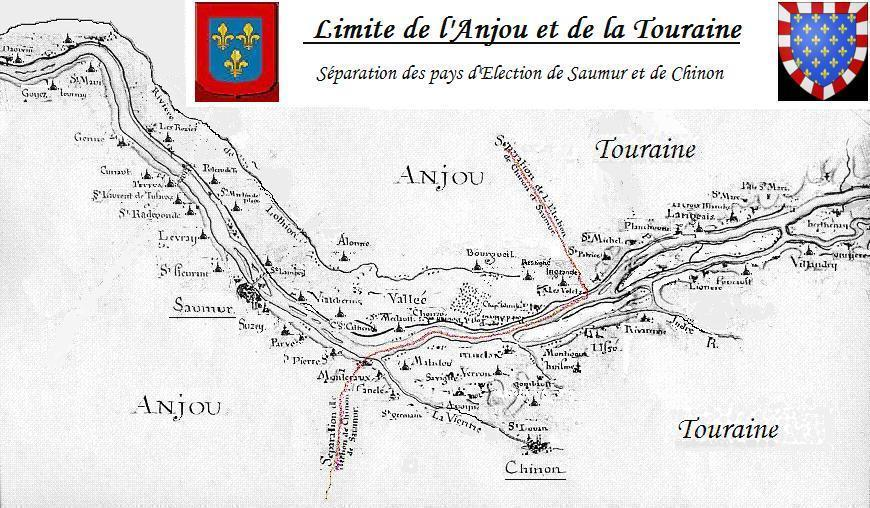
Limite de l'Anjou et de la Touraine, de part et d'autre de la Loire, sous l'Ancien régime, au XVIIIe siècle.